# Classe River (destroyer, Royaume-Uni)
Pour les autres classes de navires du même nom, voir Classe River.
La classe River (renommée classe E en 1913) est une classe hétérogène de destroyers-torpilleurs commandés par la Royal Navy au début du XXe siècle.

Tous les navires ont été baptisées du nom d'une rivière  britannique.

## Conception
Comme leurs prédécesseurs des années 1890 ils ont été dessinés par différents constructeurs créant des variations dans la ligne et l'équipement. Leur vitesse est un peu moindre  et leur armement a été amélioré.

## Les navires de classe River
34 navires ont été initialement commandés : une dizaine de navires au titre du programme 1901-1902, huit navires le cadre du programme 1902-1903 et quinze navires au titre du programme 1903-1904. Deux navires supplémentaires ont été achetés en 1909. 
- Classe Derwent : 6 construits par Hawthorn Leslie and Company à Newcastle upon Tyne
- Classe Erne : 9 construits par Palmers Shipbuilding and Iron Company à Jarrow
- Classe Ribble : 6 construits par Yarrow Shipbuilders à Poplar (Londres)
- Classe Foyle : 7 construits par Cammell Laird à Birkenhead
- Classe Kennet : 4 construits par John I. Thornycroft & Company à Chiswick
- Classe Ness : 2 construits par J. Samuel White à Cowes
- Classe Stour (turbines à vapeur) : 2 construits par Cammell Laird à Birkenhead